# Rita Sebastian
Rita Sebastian (falecida em 29 de março de 1996) foi uma jornalista do Sri Lanka. Ela foi a primeira mulher do Sri Lanka a ser nomeada editora de um jornal.

## Biografia
Sebastian era fluente nas línguas cingalesa e tâmil e relatou sobre a guerra separatista tâmil no norte do país e sobre a insurgência do JVP no sul a partir da linha de frente dos conflitos.
Ela era a correspondente no Sri Lanka do Indian Express, do Inter Press Service, da Kyodo News Agency e de outras agências internacionais de notícias.